# Silenka kapská
Silenka kapská (Silene undulata), též nazývaná 'africký kořen snů', je rostlina rostoucí v Jihoafrické republice a Zimbabwe. Xhosové tuto rostlinu považují za posvátnou. Kořen této rostliny se u nich používá k navození živých lucidních snů, které jsou podle šamanů prorocké. Látkami zodpovědnými za tento efekt jsou v rostlině hojně obsažené triterpenoidní saponiny.
Rostlina vyžaduje velkou vlhkost, ale je schopna odolávat teplotám od +40 °C do -5 °C. Květy této rostliny se otevírají v noci a zavírají při úsvitu. Jsou velmi voňavé a vůní připomínají hřebíček, jasmín a banány.